# Hotel Richmond
Hotel Richmond, markedsført som Profil Hotels Richmond, er et 3-stjernet hotel, der er beliggende ved Vesterport Station i det centrale København.
Arkitekten bag hotellet er Svend Fournais. Bygningen, der er i seks etager, stod færdig i 1950 og er senest renoveret i 2001.
Rejsekongen Simon Spies købte i 1975 hotellet samt nabohotellet Hotel Mercur. Han ønskede en restaurant på stedet. La Cocotte, som restauranten kom til at hedde, eksisterede frem til 1991 og havde i perioder en stjerne i Michelin-guiden. Simon Spies og Janni Spies holdt i 1983 deres bryllup på hotellet.
Fra 1999 til 2006 var hotellet en del af Accor Hotels. Hotellet ejes i dag sammen med Copenhagen Plaza Hotel af Markgraf, der er et dansk datterselskab af den svenske hotelkoncern Ligula Hospitality Group. De to hoteller har fra 2019 til og med 2022 givet underskud.